# لونا (خواننده لهستانی)
لونا (به انگلیسی: Luna) با نام کامل الکساندرا کاتارزینا "اولا" ویلگوماس (به انگلیسی: Aleksandra Katarzyna "Ola" Wielgomas)(زاده ۲۸ اوت ۱۹۹۹) خواننده لهستانی است.
او نماینده لهستان در یوروویژن ۲۰۲۴ بود.